# Neuchâtel Xamax Football Club Serrières
Il Neuchâtel Xamax Football Club Serrières, meglio noto come Neuchâtel Xamax, è una società calcistica svizzera con sede nella città di Neuchâtel. Milita nella Challenge League, seconda serie del campionato svizzero.
Nata il 16 giugno 1970 dalla fusione tra il Cantonal Neuchâtel (1906) e lo Xamax (1912), la società è stata rifondata nel 2012 con il nome di Neuchâtel Xamax 1912 e successivamente nel 2013 con il nome di Neuchâtel Xamax FCS. In bacheca vanta 2 titoli nazionali e 3 Supercoppe di Svizzera.
Il club gioca le proprie partite casalinghe allo Stade de la Maladière.

## Storia

### Neuchâtel e Cantonal Neuchâtel
La prima squadra fondata nella città di Neuchâtel è, nel 1893, il FC Neuchâtel-Rovers; al nome più tardi (1905) verrà rimossa la seconda parte, rimanendo FC Neuchâtel. Questa compagine partecipa a 6 campionati dell'epoca pionieristica del campionato elvetico (prima apparizione nel 1898). Nel 1906 questo club ed il FC Vignoble (fondato nel 1900), fondendosi, danno vita ad una nuova squadra, il FC Cantonal Neuchâtel, che nel campionato 1915-16 riesce ad aggiudicarsi il titolo nazionale (il primo ed unico della sua storia), sconfiggendo nel girone finale FC Winterthur-Veltheim e BSC Old Boys Basel. Il Cantonal rimarrà la principale squadra della città fino alla fine degli anni sessanta.

### La nascita del Neuchâtel Xamax
Il 16 giugno 1970, dalla fusione tra FC Cantonal Neuchâtel e FC Xamax (fondato nel 1912 ma mai arrivato ai massimi livelli nazionali), nasce l'attuale squadra, il Neuchâtel Xamax. Il nome Xamax deriva da uno dei fondatori dello stesso club, Max Abegglen, soprannominato Xam. I calciatori più prestigiosi della società neocastellana sono stati il tedesco Uli Stielike, il bulgaro Trifon Ivanov, l'ungherese Lajos Détári, l'italo-svizzero Guerino Gottardi e il rumeno Viorel Moldovan.

### L'era Chagaev (2011-2012)
Nel maggio 2011, Sylvio Bernasconi, allora presidente del club, vende le sue azioni a Bulat Chagaev, un ricco imprenditore ceceno vicino al Presidente Ramzan Kadyrov. Il 12 maggio 2011 la carica di presidente viene affidata all'ex calciatore russo Andreï Rudakov. In seguito Chagaev nomina presidente Islam Satujev, lasciando così a Rudakov la carica di direttore sportivo. Nell'organigramma societario entra Gilbert Facchinetti, presidente del club dal 1979 al 2003, il quale viene nominato presidente onorario.
Il 18 gennaio 2012 è stata revocata la licenza della Super League allo Xamax, mentre la squadra si trovava al 4º posto. Questa sanzione fu dovuta alla non consegna alla Swiss Football League di documenti finanziari ed altre informazioni sul cambio di proprietà avvenuto nel mese di maggio 2011. Per di più, il presidente Chagaev aveva contraffatto dei documenti della Bank of America per poter provare alla commissione della Swiss Football League di poter essere in grado di sopperire ai bisogni economici del club neocastellano.
Il 24 gennaio 2012 Bulat Chagaev libera i giocatori della prima squadra. Due giorni dopo, la giustizia neocastellana dichiara fallito il Neuchâtel: il club aveva accumulato un totale di 8 milioni di franchi svizzeri (circa 6,5 milioni di euro) di debiti.

### Il Neuchâtel Xamax 1912
Nel febbraio 2012 viene inaugurata la "Fondation Gilbert Facchinetti", il cui obiettivo è quello di riportare la squadra ai massimi livelli, partendo dai giovani della formazione Under 21. Nella stagione 2012-2013 la formazione neocastellana riparte così dalla Seconda Lega interregionale.

### Il Neuchâtel Xamax FCS
Il 29 aprile 2013 si svolge un'assemblea in cui si decide la fusione tra il Neuchâtel Xamax Football Club e il Football Club Serrières per dar vita al Neuchâtel Xamax Football Club Serrières. La squadra militerà in Prima Lega Classic a partire dalla stagione 2013-2014. La maglia sarà rossonera per le gare interne, colori ereditati dal Neuchâtel Xamax, mentre sarà di colore biancoverde, per ricordare il FC Serrières, per quelle esterne.
Nel 2018 il club torna nella Super League. Conclude il campionato al 9º posto (penultimo) con 37 punti, giocanodosi, così, lo spareggio promozione/retrocessione contro la seconda di Challenge League, l’Aarau. Nonostante il pesantissimo 4-0 casalingo subito dagli avversari all’andata, quattro giorni dopo, il 2 giugno 2019, il club ribalta la situazione eguagliando il risultato e portando la sfida ai tiri di rigore, dove il Neuchâtel si impone per 5-4 senza sbagliarne uno. Il club, di conseguenza, si mantiene nel massimo campionato anche per la stagione seguente.

## Colori e simboli

### Simboli

#### Stemmi

Logo utilizzato dal 2007 al 2012
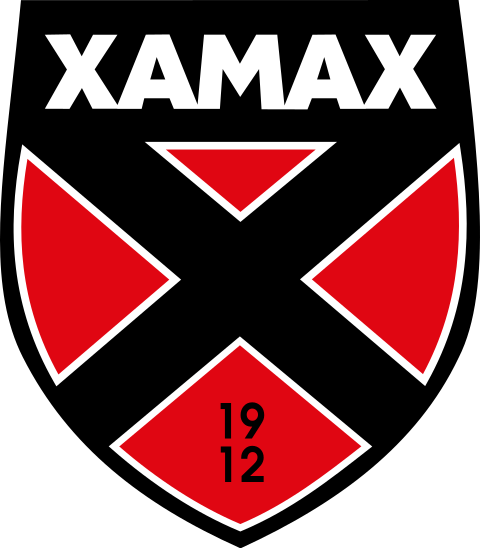
Logo utilizzato dal 2012 al 2013
Logo utilizzato dal 2013 al 2022
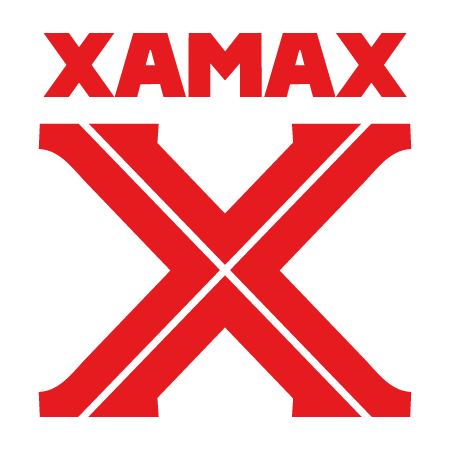
Logo utilizzato dal 2022

## Stadio
Il Neuchâtel Xamax gioca le partite casalinghe allo stadio della Maladière. Completamente rifatto nel 2007 dove sorgeva il precedente vecchio ed omonimo stadio, ha 11.997 posti a sedere, tutti al coperto, e 10 logge VIP. Le dimensioni del campo, in erba sintetica, sono di 105 x 68 m. Oltre al campo da calcio, l'impianto ospita 54 negozi per un'area commerciale di circa 28 000 metri quadrati, 930 posti auto coperti, la sede centrale del corpo comunale dei pompieri e sei palestre. L'investimento totale per il rifacimento della Maladière è stato di circa 230 milioni di franchi svizzeri.

## Allenatori
- 1970-1972: Paul Garbani
- 1971-1972: Paul Garbani poi Josef Artimovits
- 1972-1975: Lev Mantula
- 1974-1975: Lev Mantula poi Branko Rezar
- 1975-1977: Gilbert Gress
- 1977-1978: Antonio Merlo poi Erich Vogel
- 1978-1979: Erich Vogel
- 1979-1980: Erich Vogel poi Lev Mantula
- 1980-1981: Jean-Marc Guillou
- 1981-1990: Gilbert Gress
- 1990-1992: Roy Hodgson poi Ulrich Stielike
- 1992-1993: Ulrich Stielike
- 1993-1994: Ulrich Stielike e Don Givens
- 1994-1998: Gilbert Gress
- 1998-2002: Alain Geiger
- 2002-2004: Claude Ryf poi René Lobello e Christophe Moulin
- 2004-2005: René Lobello e Gianni Della Casa poi Alain Geiger
- 2005-2006: Miroslav Blažević
- 2006-2008: Gérard Castella poi Néstor Clausen
- 2008-2009: Néstor Clausen poi Jean-Michel Aeby
- 2009-2010: Jean-Michel Aeby
- 2010-2011: Jean-Michel Aeby poi Didier Ollé-Nicole poi Bernard Challandes poi Sonny Anderson
- 2011-2012: François Ciccolini poi Joaquín Caparrós poi Víctor Muñoz
- 2012-2015: Roberto Cattilaz
- 2015-2019: Michel Decastel
- 2019: Stéphane Henchoz
- 2019-: Joël Magnin

## Palmarès

### Competizioni nazionali
- Campionato svizzero: 2

1986-1987, 1987-1988
- Supercoppa di Svizzera: 3

1987, 1988, 1990
- Lega Nazionale B: 1

1972-1973
- Challenge League: 2

2006-2007, 2017-2018
- Promotion League: 1

2014-2015
- Prima Lega Classic: 1

2013-2014

### Competizioni interregionali
- Seconda Lega interregionale: 1

2012-2013 (gruppo 3)

### Competizioni internazionali
- Coppa Piano Karl Rappan: 2

1990, 1991

### Altri piazzamenti
- Campionato svizzero:

Secondo posto: 1985-1986, 1991-1992, 1996-1997
Terzo posto: 1902-1903, 1980-1981, 1984-1985, 1989-1990, 1990-1991, 1994-1995, 1995-1996, 2002-2003
- Coppa Svizzera:

Finalista: 1948-1949-1950, 1973-1974, 1984-1985, 1989-1990, 2002-2003, 2010-2011
Semifinalista: 1978-1979, 1979-1980
- Coppa di Lega svizzera:

Finalista: 1976-1977
- Challenge League:

Secondo posto: 2015-2016, 2016-2017
Terzo posto: 1970-1971, 1971-1972
- Coppa delle Alpi:

Finalista: 1982

## Statistiche e record

### Statistiche nelle competizioni UEFA
Tabella aggiornata alla fine della stagione 2018-2019.
| Competizione                  | Partecipazioni | G  | V  | N  | P  | RF | RS |
| ----------------------------- | -------------- | -- | -- | -- | -- | -- | -- |
| UEFA Champions League         | 2              | 8  | 4  | 0  | 4  | 14 | 13 |
| Coppa delle Coppe             | 1              | 2  | 0  | 2  | 0  | 2  | 2  |
| Coppa UEFA/UEFA Europa League | 10             | 50 | 21 | 13 | 16 | 73 | 52 |

## Organico

### Rosa 2024-2025
Aggiornata al 11 aprile 2025.
| N. |                         | Ruolo | Calciatore        |
| -- | ----------------------- | ----- | ----------------- |
| 1  | RD del Congo (bandiera) | P     | Anthony Mossi     |
| 2  | Mali (bandiera)         | D     | Ismaël Sidibé     |
| 3  | Svizzera (bandiera)     | D     | Jonathan Fontana  |
| 4  | Norvegia (bandiera)     | D     | Niklas Gunnarsson |
| 5  | Kosovo (bandiera)       | D     | Lavdrim Hajrulahu |
| 6  | Spagna (bandiera)       | D     | Fabio Saiz        |
| 7  | Slovenia (bandiera)     | C     | Kenan Fatkič      |
| 8  | Serbia (bandiera)       | C     | Samir Ramizi      |
| 9  | Kosovo (bandiera)       | A     | Shkelqim Demhasaj |
| 10 | Algeria (bandiera)      | C     | Hussayn Touati    |
| 11 | Francia (bandiera)      | A     | Salim Ben Seghir  |
| 15 | Svizzera (bandiera)     | D     | Yoan Epitaux      |
| 18 | Svizzera (bandiera)     | A     | Jessé Hautier     |
| 19 | Portogallo (bandiera)   | D     | Euclides Cabral   |

| N. |                           | Ruolo | Calciatore          |
| -- | ------------------------- | ----- | ------------------- |
| 20 | Costa d'Avorio (bandiera) | A     | Koro Koné           |
| 22 | Nigeria (bandiera)        | A     | Paschal Durugbor    |
| 23 | Svizzera (bandiera)       | D     | Michael Gonçalves   |
| 26 | Svizzera (bandiera)       | D     | Guillaume Furrer    |
| 27 | Svizzera (bandiera)       | P     | Edin Omeragić       |
| 30 | Svizzera (bandiera)       | P     | Hugo Bigirimana     |
| 31 | Svizzera (bandiera)       | C     | Francesco Lentini   |
| 32 | Svizzera (bandiera)       | C     | Marouane Calame     |
| 38 | Svizzera (bandiera)       | D     | Brillani Soro       |
| 42 | Svizzera (bandiera)       | C     | Giovani Bamba       |
| 77 | Svizzera (bandiera)       | D     | Mickaël Facchinetti |
| 88 | Svizzera (bandiera)       | C     | Musa Araz           |
| 99 | Svizzera (bandiera)       | C     | Liridon Mulaj       |

#### Staff tecnico
Aggiornato al 24 dicembre 2024.
- Anthony Braizat - Allenatore
- Sébastien Fontbonne - Vice allenatore
- Rod Amstutz - Preparatore dei portieri
- Gabriele Bagattini - Preparatore atletico
- Mitko Bogoev - Fisioterapista
- Maxim Guinchard - Fisioterapista
- Samuel Theler - Fisioterapista
- Marco Giovannini - Fisioterapista
- Marco Salvi - Medico
- Arnaud Widmeier - Medico
- Loïc Regazzoni - Medico
- José Ehrbar - Video analista
- Julien Honsberger - Team manager